# Gatorland

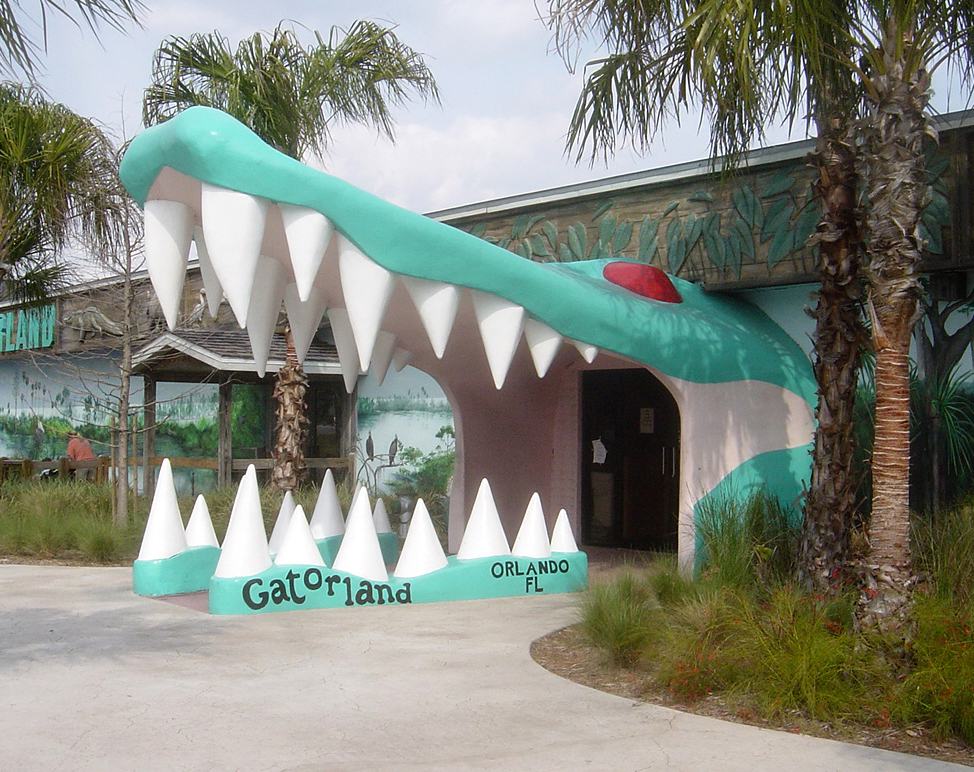
Entrada principal do parque

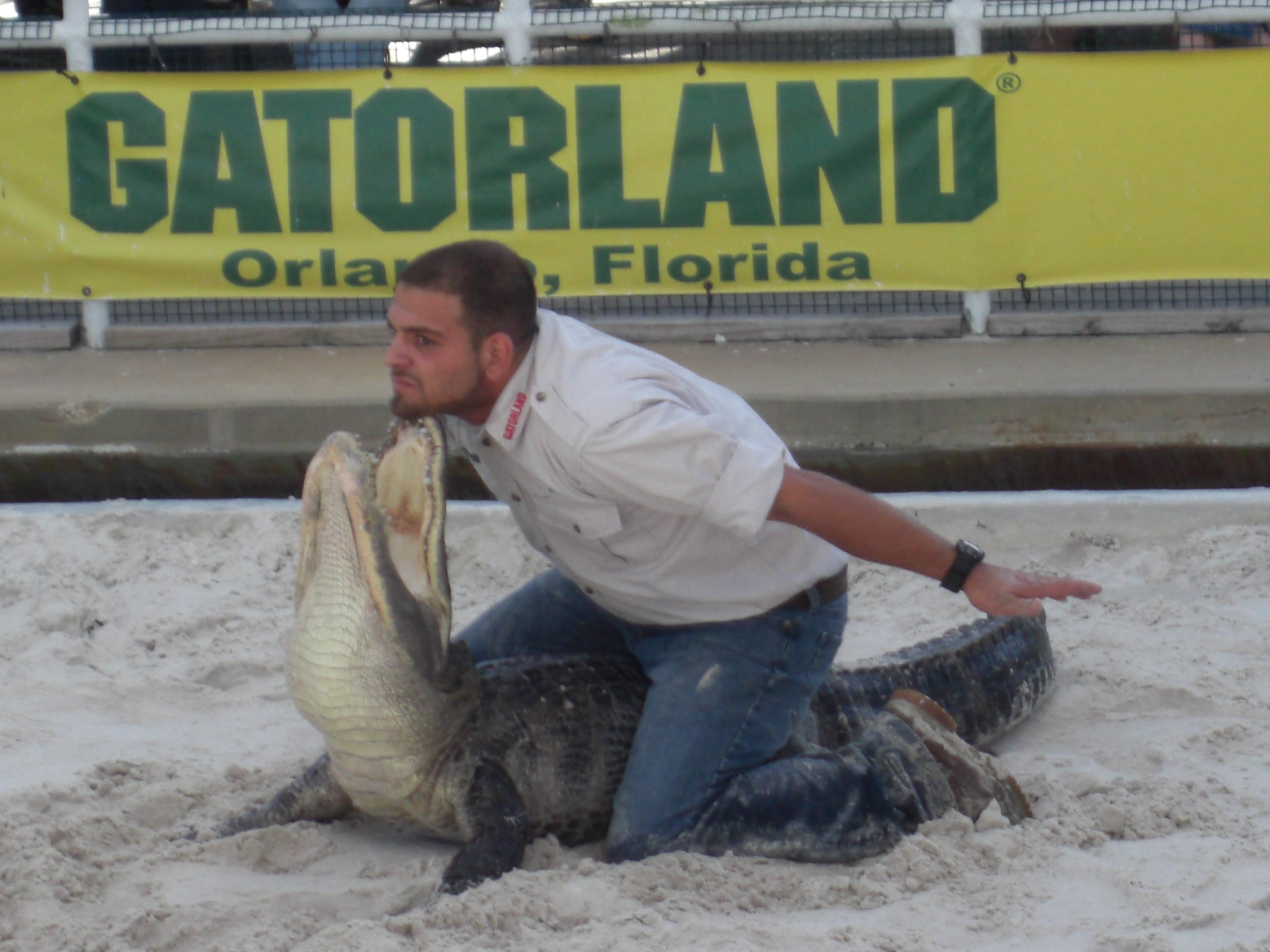
Uma das atrações, o Alligators wrestling.

Gatorland é um parque temático americano com uma área de cerca 110 acres entre partes de floresta preservada e instalações do parque.
Está localizado no sul de Orange Blossom Trail em Orlando na Flórida. Foi fundado por Owen Godwin em 1949, e pertence à família de Owen até aos dias atuais. Apelidado de "Capital mundial dos crocodilos", Gatorland reproduz milhares de filhotes de alligators e crocodilos, além de possuir equipes de veterinários e biólogos residentes. O parque tem como atração a exibição das espécies, pontos de observações, shows de répteis, programas educacionais, entre outros.
O parque também acolhe animais atropelados ou feridos nas regiões próximas como crocodilos, anacondas e lagartos e os mantém em tratamento até que possam ser reinseridos na natureza. 
O parque também possui diversos crocodilos leucisticos.
Gatorland está aberto todos os dias das 10:00 a.m. às 5:00 p.m.

## Incêndio em 2006
Às 6 horas do dia 6 de novembro de 2006, o sistema de alarmes disparou. Aparentemente o fogo iniciou numa pequena loja de presentes e pelúcias. Não se sabe se o incêndio foi criminoso. O fogo só foi controlado às 8:30 do mesmo dia. A loja de presentes foi completamente destruida e severos danos foram observados. O fogo matou um crocodilo e duas pítons, mas também atingiu diversos outros animais.